# Gumond
Gumond ist eine französische Gemeinde mit 99 Einwohnern (Stand 1. Januar 2022) im Département Corrèze in der Region Nouvelle-Aquitaine. Die Einwohner nennen sich Gumontois(es).

## Geografie
Die Gemeinde liegt im Zentralmassiv. Die Präfektur des Départements Tulle befindet sich etwa 24 Kilometer westlich und Égletons 25 Kilometer nordöstlich.
Nachbargemeinden von Gumond sind Saint-Pardoux-la-Croisille im Norden, Gros-Chastang im Osten, La Roche-Canillac im Süden, Champagnac-la-Prune im Südwesten, Saint-Paul im Westen sowie Espagnac im Nordwesten.

## Einwohnerentwicklung
| Jahr      | 1962 | 1968 | 1975 | 1982 | 1990 | 1999 | 2006 | 2016 |
| Einwohner | 146  | 119  | 110  | 93   | 80   | 103  | 111  | 96   |